# Кучинская юбилейная (порода кур)
Кучинская юбилейная — мясояичная порода кур, выведенная в России.

## История происхождения
В 1958 году в Кучинском племенном заводе эта разновидность кур создавалась коллективом сотрудников путем сложного скрещивания таких пород, как русская белая, нью-гемпшир, род-айланд, австролорп и белый плимутрок, однако полное признание она получила лишь в 1990 году. С 2005 года породу стали активно дорабатывать, улучшая показатели яйценоскости и выводимости цыплят.

## Описание
Птица крепко сложена, имеет хорошо развитую грудь и мышцы. Хвост небольшой, гребешок и серёжки среднего размера. Оперение довольно густое, что помогает птице выживать даже при больших морозах. Существует два окраса: окаймлённый и двойная очерченность. Куры и петухи первой разновидности коричнево-золотистых оттенков с черными полосами, второй тип отличается золотистым цветом, у хвоста переходящим в тёмно-коричневый. Цыплята появляются на свет с аутосексной окраской, благодаря которой различить их пол с точностью до 95% можно уже в суточном возрасте: петушки имеют бледно-желтые крылья и светло-жёлтую голову, а курочки окрашены в более тёмные тона, с полосами на спине и пятнами на голове.
Средний вес кур 3 кг, петухов — до 3,8 кг. Яйценоскость от 178 яиц в год и выше, доходит и до 220. Выводимость 85%, сохранность молодняка — 97%.
Порода считается одной из лучших пород для получения мяса. Довольно часто цыплят этой породы используют для выведения бройлеров.